# Sen Toku-klasse

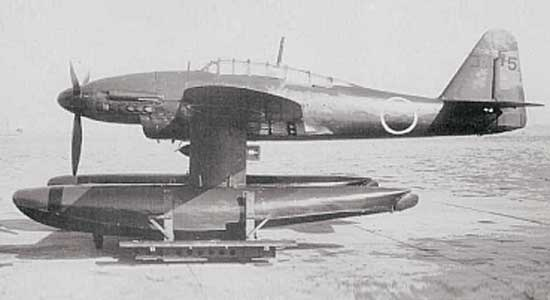
Aichi M6A zeevliegtuig

De Sen Toku-klasse (Japans:. 伊四〇〇型潜水艦, I-yonhyaku-gata sensuikan, "Onderzeeboot Type I-400") is de grootste onderzeeboot die tijdens de Tweede Wereldoorlog is gebouwd en bleef dit ook tot in de jaren zestig kernonderzeeërs werden gebouwd. 
De Type I-400 onderzeeër was een van de wonderwapens van Japan. Het was een onderzeevliegdekschip van de Japanse Keizerlijke Marine. Ze voerden drie Aichi M6A watervliegtuigen met zich mee. Daarnaast hadden ze torpedo's voor korteafstandsgevechten.
Toen de Tweede Wereldoorlog voorbij was spraken de Verenigde Staten en de Sovjet-Unie af om alle technologie uit te wisselen. Echter de Amerikanen waren bang dat de Sovjets de Type I-400 tegen hen zouden gebruiken. Daarom zijn alle onderzeeboten van die klasse die de Amerikanen in handen hadden in 1946 rondom Hawaï tot zinken gebracht.